# Ramón Sonnenholzner
Georg Reinaldo Ramón Otto Octavio Sonnenholzner Murrieta (Guayaquil, 20 de noviembre de 1958) es un escritor ecuatoriano, padre del exvicepresidente ecuatoriano, Otto Sonnenholzner.

## Biografía
Nacido en Guayaquil, de ascendencia alemana. Casado con Rosa Elena Sper, tiene cuatro hijos con ella: Dieter, Georg, Gunther y Otto.
Se desempeña como radiodifusor en Radio RTP, conduciendo el programa "La mañana en RTP"además es escritor e importante gestor cultural y educativo.
Ramón Sonnenholzner Murrieta;Siempre ha estado vinculado a negocios de tipo financiero, agropecuario e industrial,Actualmente dedica su atención al arte y la cultura,Es director de la Fundación Garza Roja, misma que sirve de plataforma cultural para sus proyectos tanto dentro como fuera de la República del Ecuador, principalmente a través del Parque Garza Roja.; y presidir el Consejo Ejecutivo del Colegio Alemán Humboldt, de Guayaquil y otros proyectos de carácter educativo-formativo, 
Preside el comité ejecutivo del Colegio Alemán Humboldt de Guayaquil, colegio en el cual estudió, desde enero de 2014.

## Obras

### Obras literarias
- En mi hambre mando yo (2014)[4]
- La cueva del tiempo (2015)[5]
- Epigrámico (2016)[6]
- Obra Manifiesta (2019)[7]

### Apuntes Literarios
- Entre Contagios
- Falsa Ingenuidad
- Epítome Papyrus
- De Naturaleza Esencial
- Trituraciones Variopintas
- Pro Verbos

## Reconocimientos
- Condecoración Universidad Católica de Santiago de Guayaquil.
- Condecoración – “Asamblea Nacional de la República del Ecuador Dr. Vicente Rocafuerte” ·
- Presea "Carlos Zeballos Menéndez" de la Casa de la Cultura Ecuatoriana, Núcleo del Guayas.[8]
- Presea al Mérito Cultural de la Muy Ilustre Municipalidad de Guayaquil, en 2014.[8][9][2]